# ジョエル・オビ
ジョエル・チュクマ・オビ（Joel Chukwuma Obi, 1991年5月22日 - ）は、ナイジェリア・ラゴス出身のサッカー選手。レッジーナ1914所属。ポジションはミッドフィールダー。
同じくサッカー選手であり、ナイジェリア代表のジョン・ミケル・オビは従兄弟。

## 経歴

### クラブ

#### インテル
出身地ラゴスのクラブを経て、2005年にインテルナツィオナーレ・ミラノの下部組織に入団。各年代別カテゴリーを経験した後、2010年にトップチームへ昇格。同年9月29日のUEFAチャンピオンズリーグ・ヴェルダー・ブレーメン戦でデビューを果たした。負傷したデヤン・スタンコビッチに代わって途中出場し10分間プレーした。セリエAにおけるデビューは、同年10月17日のカリアリ戦で、後半21分にフィリペ・コウチーニョに代わってピッチに立った。
2011年2月、パルマFCへ共同所有権が譲渡されたが、2012年1月にインテルナツィオナーレ・ミラノが350万ユーロで権利を買い取った。2014年11月24日に行われたACミランとのミラノダービーでは、1点ビハインドの状態で迎えた後半16分に同点弾を奪い、勝ち点1獲得に貢献した。
2013年9月2日にインテルナツィオナーレ・ミラノからパルマFCにレンタル移籍で移籍した。シーズン終了後にインテルに復帰。

#### トリノ
2015年7月3日、トリノFCへ移籍。

#### キエーヴォ・ヴェローナ
2018年8月11日、ACキエーヴォ・ヴェローナへ3年契約（1年延長オプション付き）で移籍。

#### サレルニターナ
2021年7月21日、USサレルニターナ1919と契約した。

#### レッジーナ
2022年7月20日、レッジーナ1914に2年契約で移籍した。

### 代表
2011年2月9日にラゴスで行われたシエラレオネとの親善試合でナイジェリア代表デビュー。同年のアフリカネイションズカップ2012予選では4試合に出場した。

## 代表歴

### 出場大会
- ナイジェリア代表
  - 2018 FIFAワールドカップ

### 試合数
- 国際Aマッチ 17試合 0得点（2011年-2018年）[10]

| ナイジェリア代表 | 国際Aマッチ | 国際Aマッチ |
| 年               | 出場        | 得点        |
| ---------------- | ----------- | ----------- |
| 2011             | 11          | 0           |
| 2012             | 0           | 0           |
| 2013             | 0           | 0           |
| 2014             | 1           | 0           |
| 2015             | 0           | 0           |
| 2016             | 0           | 0           |
| 2017             | 0           | 0           |
| 2018             | 5           | 0           |
| 通算             | 17          | 0           |

## タイトル

### クラブ
インテルナツィオナーレ・ミラノ
- FIFAクラブワールドカップ ： 1回 (2010)
- コッパ・イタリア ： 1回 (2010-11)
- スーペルコッパ・イタリアーナ ： 1回 (2010)